# Aiguille du Dru
Die Aiguille du Dru [ɛˈgɥij dy ˈdʀy] ist ein Berg im Montblanc-Massiv, dessen Schaustück, die 1100 m hohe Westwand, das hintere Tal der Arve östlich von Chamonix beherrscht. Die beiden Gipfel
- Grande Aiguille du Dru oder kurz Grand Dru, 3754 m, und
- Petite Aiguille du Dru oder kurz Petit Dru, 3733 m,

erheben sich in der Verlängerung des Westgrates der Aiguille Verte und sind durch die Brèche du Dru (3697 m) voneinander getrennt. Abkürzend wird der doppelgipfelige Berg oftmals auch als der Dru bzw. im Plural die Drus bezeichnet.

## Ersteigungsgeschichte
Die großen Schwierigkeiten und die eindrucksvolle Westansicht des Berges üben eine überaus starke Anziehung auf die Klettergilde Frankreichs, Europas und der Welt aus; die Ersteigungsgeschichte ist außergewöhnlich:
- Der Grand Dru (großer Dru) wurde am 12. September 1878 von Clinton Thomas Dent, J. W. Hartley, Alexander Burgener und Kaspar Maurer erstmals über die Südostflanke (UIAA-Skala: III) betreten.

- Der Gipfel des schwieriger zu besteigenden Petit Dru (kleiner Dru) wurde im folgenden Jahr, am 29. August 1879, über die Südflanke und den Südwestgrat (UIAA-Skala: IV und III) erstbestiegen. Zur erfolgreichen Seilschaft gehörten die Bergführer Jean E. Charlet-Straton, Prosper Payot und Frédéric Folliguet.

- Die erste Überschreitung beider Gipfel vom Grand zum Petit Dru führten Josef Lochmatter aus St. Niklaus und sein Gast L.F. Ryan im Juli 1901 durch[1], die erste Überschreitung beider Gipfel vom Petit zum Grand Dru Émile Fontaine und Joseph Ravanel am 23. August 1901.

- Am 1. August 1935 wurde die Nordwand der Aiguille du Dru von Pierre Allain und Raymond Leininger über den für damalige Verhältnisse ausgesprochen schwierigen Allainriss bezwungen.

- 1952 wurden 
  - der Südpfeiler am 30. Juli durch Michel Bastien und André Contamine und
  - die Westwand durch Guido Magnone, Lucien Bérardini, Adrien Dagory und Marcel Laine in zwei Etappen vom 1.–5. und vom 17.–19. Juli erstbegangen
  - sowie eine neue Nordwandführe am Grand Dru (die Lesueurführe) vom 25.–27. Juli durch die Brüder Lesueur erschlossen.

- Untrennbar mit der Aiguille du Dru verbunden ist der Name des großen italienischen Bergsteigers Walter Bonatti, dessen legendärer Alleingang über den 750 m hohen Südwestpfeiler am Petit Dru vom 17. bis 22. August 1955 Maßstäbe in der Alpingeschichte setzte (Schwierigkeit nach UIAA-Skala: VI / A2).
Die erste freie Begehung des Bonattipfeilers (im Schwierigkeitsgrad VIII, Gesamtbewertung nach französischer Skala ED+ (ED = extrêmement difficile = äußerst schwierig)), führten Marco Pedrini und Claudio Camerani am 11. Juli 1982 durch.

- 1962 eröffnete Royal Robbins mit Gary Hemming die American Direct (6b+) an der Westseite des Petit Dru. Die rund 1000 Meter hohe Wandflucht des Petit Dru gilt als eine der weltweit höchsten Wände. 1977 gelang Catherine Destivelle die erste Frauenbegehung, 1982 bezwang Christophe Profit die Route free-solo.[2] Der obere Teil der Route, ab dem Pendelquergang nach rechts, existiert nach mehreren Bergstürzen nicht mehr. Es ist aber möglich von diesem Punkt an Bohrhaken aus den 1950er Jahren nach links zu queren, wo man auf die klassische Nordwandführe knapp oberhalb des Eisfelds trifft.

Die Aiguille du Dru war auch der Schicksalsberg Ludwig Purtschellers. Nach einer Besteigung des Grand Dru am 25. August 1899 stürzte seine Seilschaft, wobei sich Purtscheller den rechten Oberarm brach. Von diesem Sturz erholte er sich nicht mehr. Er starb in Bern am 3. März 1900 an den Folgen einer Lungenentzündung.
Nach dem großen Bergsturz vom 18. September 1997 und weiteren in den Folgejahren sind mehrere Westwandrouten, einschließlich des Bonattipfeilers, arg in Mitleidenschaft gezogen. Von Besteigungen im Bereich der Ausbrüche ist derzeit abzuraten.

## Bildergalerie

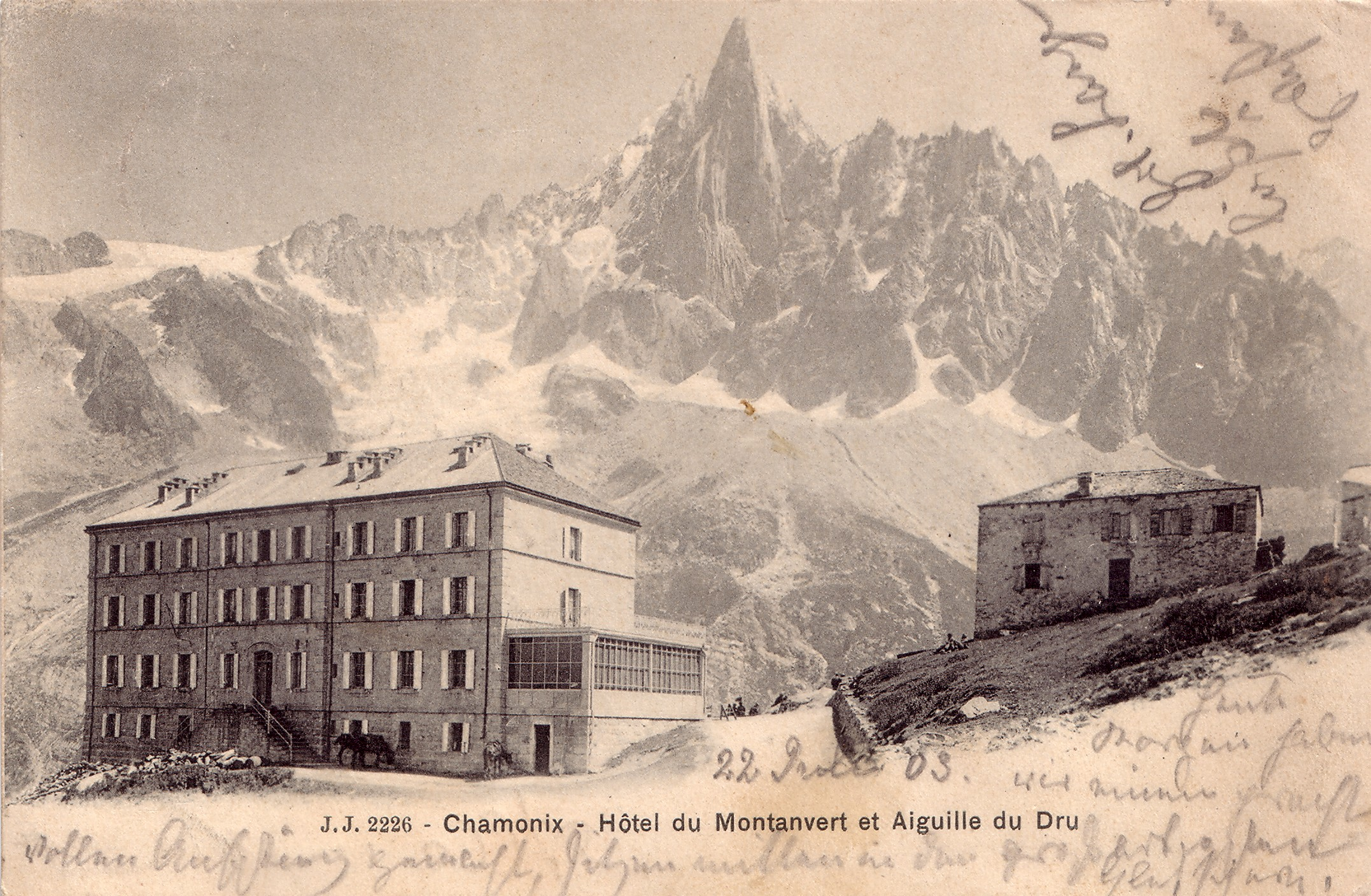
Chamonix, Hôtel du Montanvert et Aiguille du Dru, um 1900
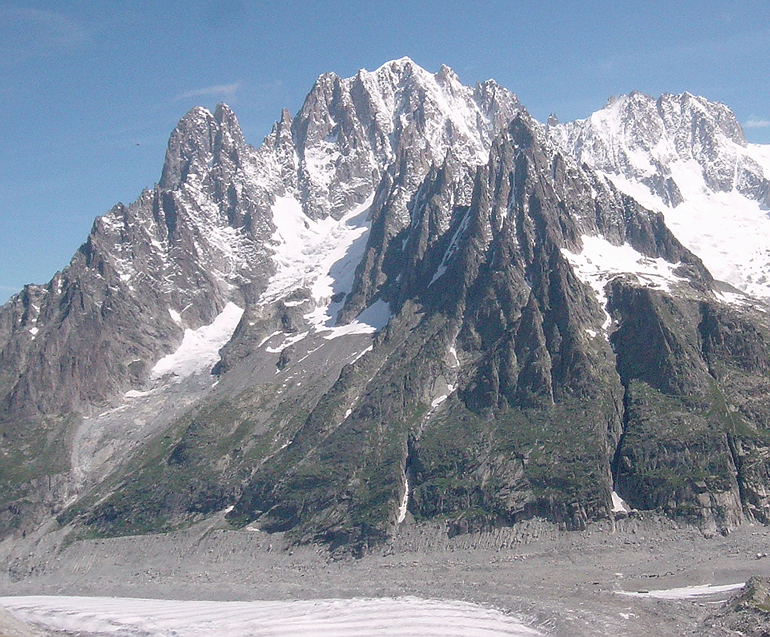
Die doppelgipfelige Aiguille du Dru (links) am Westgrat der Aiguille Verte
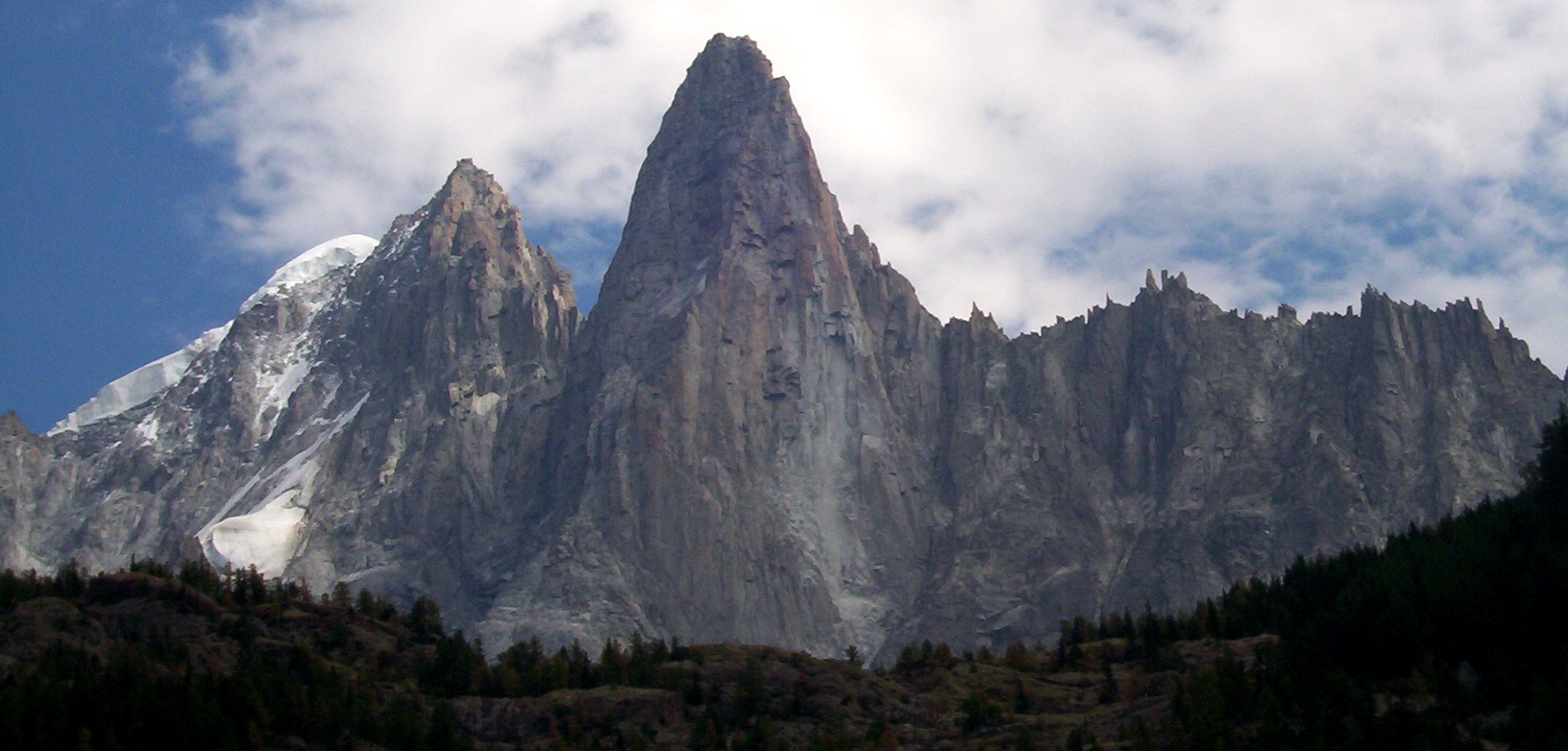
Panoramablick auf den Doppelgipfel der Aiguille du Dru
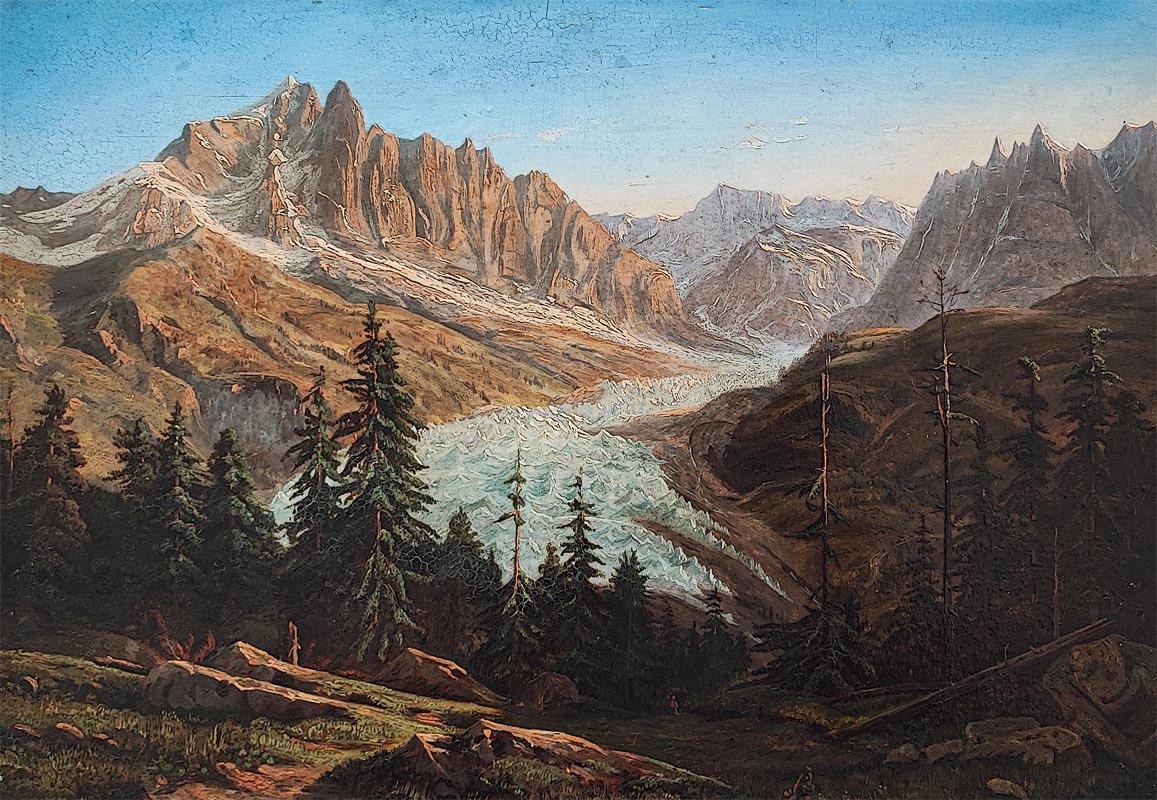
Aiguille du Dru, Ansicht von Montenvers, Gemälde von Alfred Jacob Miller